# Robert Millar (labdarúgó)
Robert Millar (Paisley, 1889. május 12. – Staten Island, 1967. február 26.) skót születésű amerikai válogatott labdarúgó, edző.
Az amerikai válogatott szövetségi kapitánya volt az 1930-as világbajnokságon.

## Sikerei, díjai
USA
- Világbajnoki bronzérmes (1): 1930